# Capitolul al doilea
Capitolul al doilea (titlul original: în engleză Chapter Two) este un film american de comedie-dramatică, realizat în 1979 de regizorul Robert Moore, după piesa omonimă a scriitorului Neil Simon, protagoniști fiind actorii James Caan, Marsha Mason, Valerie Harper și Joseph Bologna. 

## Distribuție
- James Caan – George Schneider
- Marsha Mason – Jennie MacLaine
- Joseph Bologna – Leo Schneider
- Valerie Harper – Faye Medwick
- Alan Fudge – Lee Michaels
- Judy Farrell – Gwen Michaels
- Debra Mooney – Marilyn
- Isabel Cooley – ofițerul vamal
- Imogene Bliss – dna. în vârstă în librărie
- Barry Michlin – Maitre d'
- Ray Young – Gary
- Greg Zadikov – un chelner
- Paul Singh – Waiter
- Sumant – Waiter
- Cheryl Bianchi – Electric Girl

## Premii și nominalizări
- 1980 Premiile Oscar
  - Nominalizare pentru Cea mai bună actriță lui Marsha Mason
- 1980 Premiile Globul de Aur
  - Nominalizare pentru Cea mai bună actriță (muzical/comedie) lui Marsha Mason
  - inalizare pentru Cea mai bună actriță în rol secundar lui Valerie Harper